# Gili Indah
Gili Indah is een bestuurslaag in het regentschap Noord-Lombok van de provincie West-Nusa Tenggara, Indonesië. Gili Indah telt 4439 inwoners (volkstelling 2010).